# عماد قویدل
عماد قویدل (زادهٔ ۲۹ بهمن ۱۳۶۷) خوانندهٔ رپ سیاسی و اجتماعی است.

## زندگی و فعالیت هنری
عماد قویدل متولد ۲۹ بهمن ۱۳۶۷ در رشت است. وقتی که سنش زیر ۱۸ ماه بود پدرش را (با حکم اعدام) از دست داد. وی در خانواده‌ای علاقه‌مند به موسیقی بزرگ شد. اولین بار با سه‌تاری که مادرش برایش خریده بود شروع به یادگیری موسیقی کرد و سپس به سمت گیتار رفت و به مرور زمان به سمت شعر و نوشتن اشعار نیز جذب شد. به گفته خودش از نوجوانی به موسیقی رپ علاقمند شد، چراکه این سبک موسیقی خیلی از حرف‌ها و معضلات اجتماعی را مطرح می‌کند و نوعی بیان واقعیت جامعه است. وی برخلاف رویهٔ معمول اغلب خوانندگان رپ از کلمات رکیک و ناسزا در آهنگ‌های خود استفاده نمی‌کند.
قویدل فارغ‌التحصیل کارشناسی ارشد در رشتهٔ مهندسی کشاورزی ژنتیک دام و طیور می‌باشد.
عماد قویدل در سال ۱۳۸۶ با یاس خوانندهٔ سبک رپ از طریق اینترنت آشنا و دوست شد و با راهنمایی او توانست در سبک رپ فعالیت کند. وی با نخستین آهنگ‌هایش همچون «راننده تاکسی» مورد توجه مردم قرار گرفت، چرا که در آثارش از درد مردم و معضلات اجتماعی می‌گوید. وی در مورد چگونگی ساخت این آهنگ گفت که یکی از نزدیکانش تاکسی داشت و مشکلات او را از نزدیک می‌دید و به همین دلیل ساخت این آهنگ به ذهنش خطور کرد.
وی آهنگ «رشت انزلی» را در سال ۱۳۹۳ منتشر کرد که به اختلاف‌های دو شهر رشت و بندر انزلی بر سر فوتبال و سایر مسایل می‌پردازد و با استقبال خوبی روبرو شد.

## بازداشت
به گزارش خبرگزاری هرانا در جریان خیزش ۱۴۰۱ ایران پس از مرگ مهسا امینی، در ۴ آبان ماه ۱۴۰۱ نیروهای امنیتی عماد قویدل را در محل کار خود در رشت بازداشت کردند. در زمان بازداشت از محل نگهداری و اتهامات مطروحه علیه وی اطلاعی موجود نبود.
وی در ۱۴ آبان ۱۴۰۱ با انتشار پستی در صفحهٔ رسمی‌اش در اینستاگرام از آزادی خود با با قید وثیقه خبرداد. وی در همین پست از ضرب‌وشتم خود در زمان بازداشت نوشت و اظهار کرد که با تهدید و بازداشت از وی می‌خواهند که سکوت کند و همدرد مردم نباشد. او همچنین با آرزوی آزادی برای توماج صالحی و زندانیان گمنام خطاب به جمهوری اسلامی گفت: این فرمانی که می‌روید به دره می‌رسد نه قله.